# Abdul Hamid Zangeneh
Abdul Hamid Zangeneh (Kermanshah, 1899 – Teheran, 25 marzo 1951) è stato un politico iraniano, ministro dell'istruzione dal 1948 al 1950, ucciso dal gruppo Devoti dell'Islam.

## Biografia
Conseguì una laurea in giurisprudenza e scienze politiche a Teheran, per poi finalizzare un dottorato di ricerca in diritto ed economia a Parigi nel 1929; la sua tesi riguardava l'economia petrolifera.
Ministro dell'istruzione per un paio d'anni, rappresentò la sua città natale Kermanshah in parlamento.
Zanganeh venne assalito da uno studente armato davanti all'Università di Teheran il 19 marzo 1951. Morì il 25 marzo. 
L'assassino era Nosratollah Ghumi, un membro del gruppo radicale Fada'iyan-e Islam.